# Path
För tunnelbanesystemet, se PATH.
Path släpptes den 24 september Musikåret 2008 i Sverige. Skivan finansierades av en schweizisk affärsman, tillika stort fan av Ragnaröks musik.
Skivan fick goda recensioner i såväl Dagens Nyheter som Svenska Dagbladet.

## Låtlista
1. September (H. Strindberg / Bryngelsson) (4:30)
2. Windowns and mirrors (Nabo) (5:04)
3. Waterlevels (Bryngelsson) (5:51)
4. Dog 1 (band) (6:33)
5. Chines river (H. Strindberg / Nabo) (7:04)
6. Angel (Bryngelsson) (4:32)
7. Lakansvind (Jonsson) (5:30)
8. Dog 2 (band) (10:10)